# Eduard Grau
Eduard Grau, detto Edu (Barcellona, 1981), è un direttore della fotografia spagnolo.

## Biografia
Si è formato all'Escola Superior de Cinema i Audiovisuals de Catalunya di Barcellona e alla National Film and Television School di Londra. All'età di 27 anni, con un unico lungometraggio all'attivo, è stato scelto dallo stilista Tom Ford per curare la fotografia del suo primo film da regista, A Single Man (2009). Sia il film che la fotografia ricevono il plauso della critica, lanciando la carriera di Grau a livello internazionale. Si è fatto notare nuovamente l'anno seguente per le soluzioni visive adottate in Buried - Sepolto, girato interamente all'interno di una bara ricostruita in un teatro di posa.
Nel 2022 ha vinto l'Independent Spirit Award per la miglior fotografia per il film Passing.

## Filmografia parziale
- Honor de cavalleria, regia di Albert Serra (2006)
- A Single Man, regia di Tom Ford (2009)
- Buried - Sepolto (Buried), regia di Rodrigo Cortés (2010)
- 1921 - Il mistero di Rookford (The Awakening), regia di Nick Murphy (2011)
- Il mondo di Arthur Newman (Arthur Newman), regia di Dante Ariola (2012)
- A Single Shot, regia di David M. Rosenthal (2013)
- Suite francese (Suite française), regia di Saul Dibb (2015)
- Regali da uno sconosciuto (The Gift), regia di Joel Edgerton (2015)
- Suffragette, regia di Joel Edgerton (2015)
- Codice criminale (Trespass Against Us), regia di Adam Smith (2016)
- Truffatori in erba (Gringo), regia di Nash Edgerton (2018)
- Boy Erased - Vite cancellate (Boy Erased), regia di Joel Edgerton (2018)
- Chi canterà per te? (Quién te cantará), regia di Carlos Vermut (2018)
- Tornare a vincere (The Way Back), regia di Gavin O'Connor (2020)
- Due donne (Passing), regia di Rebecca Hall (2021)
- Un piedipiatti a Beverly Hills - Axel F (Beverly Hills Cop: Axel F), regia di Mark Molloy (2024)
- La stanza accanto (The Room Next Door), regia di Pedro Almodóvar (2024)

## Riconoscimenti
- Premio Goya
  - 2011 – Candidatura alla miglior fotografia per Buried - Sepolto
  - 2019 – Candidatura alla miglior fotografia per Chi canterà per te?
- Independent Spirit Award
  - 2022 – Miglior fotografia per Due donne - Passing
- St. Louis Film Critics Association Award
  - 2009 – Candidatura alla miglior fotografia per A Single Man